# Надежда Михайлова (ски бегачка)
Надежда Михайлова е българска скиорка, състезателка по ски бягане, участничка на зимните олимпийски игри в Инсбрук през 1964 г.

## Биография
Надежда Михайлова е родена на 10 октомври 1934 г. в Друган. Участва на зимните олимпийски игри в Инсбрук (1964). 
Резултати от Инсбрук 1964
- 5 km: 28-а от 32 участнички
- 10 km: 28-а от 35 участнички